# Coït interrompu
 (octobre 2021).
- Si vous ne connaissez pas le sujet, laissez ce bandeau (vous pouvez alors contacter les auteurs).
- Si vous supprimez le contenu mis en cause (vous pouvez préalablement contacter les auteurs),

argumentez précisément cette suppression dans la page de discussion
(un manque de référence n'est pas un argument ; une recherche réelle de référence doit avoir été effectuée, être formellement documentée).
 (octobre 2021).
Si vous disposez d'ouvrages ou d'articles de référence ou si vous connaissez des sites web de qualité traitant du thème abordé ici, merci de compléter l'article en donnant les références utiles à sa vérifiabilité et en les liant à la section « Notes et références ».
Ne doit pas être confondu avec Coitus reservatus.
Le coït interrompu (coitus interruptus en latin) ou méthode du retrait est une pratique sexuelle et un moyen faible de contraception qui se contente d'interrompre le rapport sexuel vaginal juste avant l'éjaculation. L'homme retire à ce moment son pénis du vagin et l'éjaculation a alors lieu en dehors de celui-ci, évitant ainsi la fécondation. La méthode du retrait fait partie des méthodes naturelles de régulation des naissances.
Bien qu'ancienne, la méthode du retrait a été largement popularisée dans les films pornographiques à partir des années 1980. En effet, à l'écran une éjaculation hors du vagin rend davantage visible cette éjaculation tout en se passant du préservatif (Débat sur l'utilisation du préservatif dans l'industrie du film pornographique). Cette méthode de contraception a néanmoins une efficacité beaucoup plus faible que les méthodes plus classiques. Elle ne protège en outre pas des infections sexuellement transmissibles.
La méthode du retrait ne doit pas être confondue avec le contrôle de l'orgasme (ou edging) qui est une technique d'intensification du plaisir sexuel ni avec le déni d'orgasme qui relève des pratiques BDSM.

## Inconvénients

### Faible efficacité contraceptive
L'Organisation mondial de la Santé a décrit, classé et estimé l'efficacité de 19 méthodes contraceptives sur la base de connaissances recueillies en 2020. Le coït interrompu y est classé comme « moins efficace » ou « efficace », c'est-à-dire que le nombre de grossesses pour 100 femmes utilisant la méthode chaque année est respectivement de 20 ou 4 selon qu'elles utilisent cette méthode à une fréquence « régulière et correcte » ou habituelle. Toujours selon l'OMS et à titre comparatif, cette pratique est moins bien classée que celle des préservatifs masculins et son efficacité est tout juste meilleure que celle des préservatifs féminins, quelle que soit la fréquence. 
Une étude indique que 4 % de grossesses (pendant la première année de pratique) sont observés avec une utilisation parfaite de cette méthode. En utilisation normale, la moyenne est à 27 % de grossesses, soit plus d'une sur quatre. Cette augmentation est liée à la difficulté de mise en œuvre de la pratique :
- il n'est pas toujours évident de se retirer à temps, ou du sperme peut entrer accidentellement en contact avec la vulve ;
- du sperme subsistant dans l'urètre après une éjaculation précédente peut être entraîné par le liquide pré-éjaculatoire produit pendant le coït interrompu.

### Impact sur le rapport sexuel
C'est également une méthode frustrante pour les deux partenaires : elle les sépare brutalement au moment le plus intense du rapport sexuel, donc elle est difficile à maîtriser. Beaucoup utilisée par les partenaires jeunes peu informés sur la contraception ou n'ayant pas accès à d'autres contraceptifs, elle ne protège pas des infections sexuellement transmissibles, même si la réduction du volume de liquide échangé réduit les risques de transmission.